# Gédéon Tallemant des Réaux

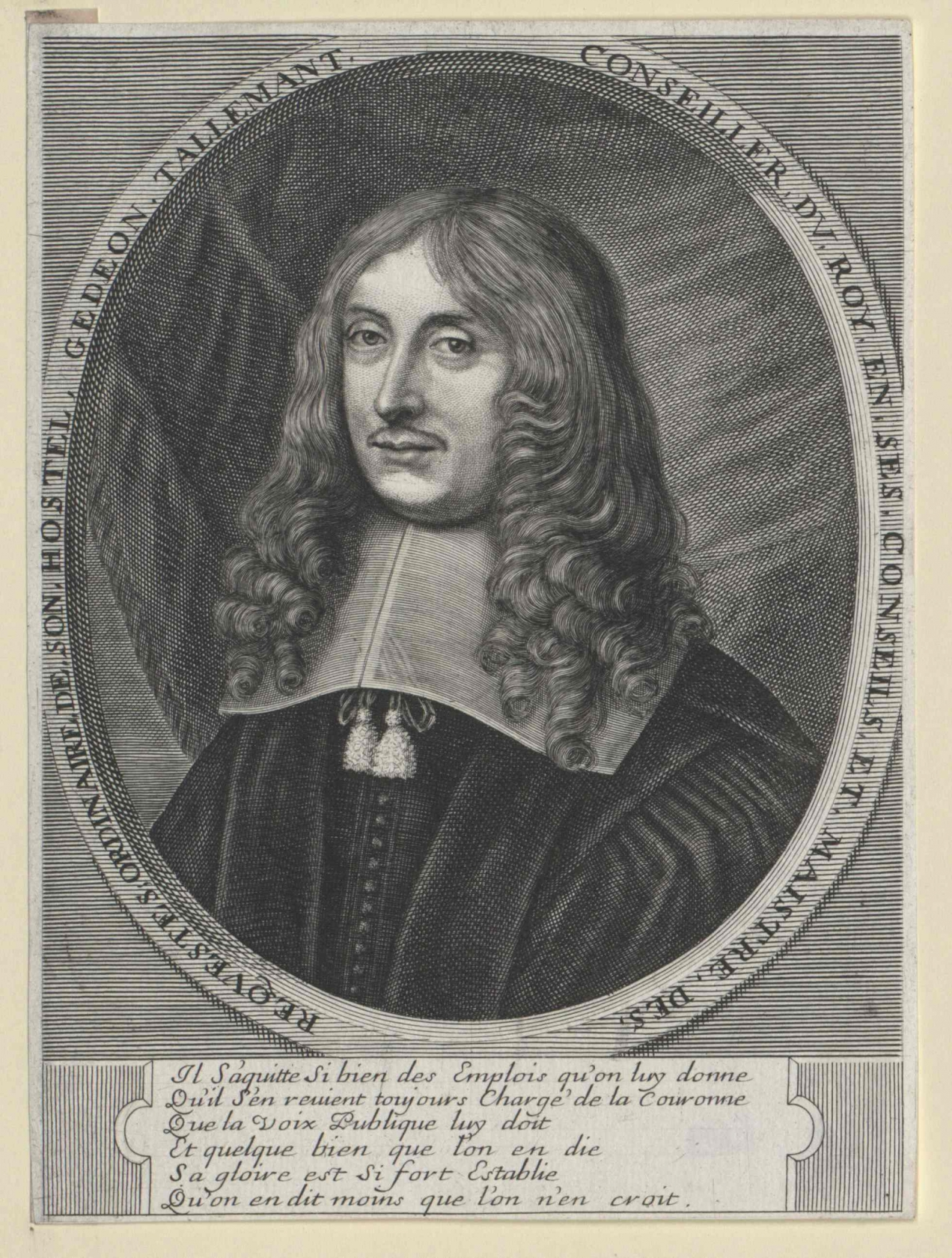
Gédéon Tallemant des Réaux

Gédéon Tallemant des Réaux (La Rochelle, Francia, 7 de noviembre de 1619 - París, 6 de noviembre de 1692) fue un escritor y poeta francés conocido por sus Historietas y por su recopilación de biografías cortas de sus contemporáneos.
Tallemant des Réaux pertenecía a una rica familia de banqueros hugonotes de La Rochelle; el nombre de "des Réaux" tiene su origen en una pequeña propiedad que compró en 1650. Desde muy joven se traslada a París, y a los dieciocho años viaja a Italia junto a su hermano François, abad Tallemant. A su regreso a París, su padre obtiene para él el cargo de consejero en el Parlamento de París una vez que ha conseguido la titulación en derecho civil y derecho canónico. Como su profesión no le gustaba nada, decide buscar otra fuente de ingresos al casarse con su prima Élisabeth de Rambouillet. Su hermanastro se había casado con una mujer de la familia d'Angennes, lo que le permitió acceder al Hôtel de Rambouillet.
Al no ser un ferviente admirador del rey Luis XIII, la marquesa Catherine de Rambouillet sacó provecho de la curiosidad de Tallemant por sus historias, que tenían un valor histórico real acerca de los reinados de Enrique IV y de Luis XIII. La sociedad que acudía al Hôtel de Rambouillet fue un terreno abonado para el agudo sentido de la observación de Tallemant, y origen de sus despiadadas aunque nunca falsas críticas. En sus Historietas, traza semblanzas de escritores como Voiture, Guez de Balzac, Malherbe, Chapelain, Boisrobert, Conrart, Des Barreaux, Gombauld, Scarron, La Fontaine, Pascal, Marie de Gournay, Marie-Catherine de Villedieu, el abad d’Aubignac, Pierre Corneille, Georges de Scudéry, Madeleine de Scudéry, Madeleine de Sablé, Marie de Sévigné o Racan. También habla de personalidades políticas, como Richelieu, de famosos, como el actor Mondory, y de las cortesanas de peor reputación, como Marion Delorme, Ninon de Lenclos o Angélique Paulet.
Las Historietas tienen un inestimable valor para la historia literaria del siglo XVII. Aunque se publicaron de modo semiclandestino, la obra permaneció como manuscrito hasta su publicación en 1834-36. Causó incredulidad en el mejor de los casos e indignación en el peor de ellos, ya que no era esa la imagen que en el siglo XIX se quería proporcionar del Gran Siglo francés. A pesar de todo, testimonios independientes dieron verosimilitud a cuanto en ellas se había escrito.
Muy relacionado con Valentin Conrart, Tallemant des Réaux también fue poeta y, a pesar de que su actual fama tiene su origen en sus Historietas, contribuyó como poeta en la Guirnalda de Julia. Su obra quedó manuscrita hasta que fue editada en 1834. Tallemant también trabajó en la redacción de unas Memorias sobre la regencia de Ana de Austria, cuyo manuscrito se ha perdido.
El final de su vida está marcado por los problemas relacionados con la creciente represión contra los hugonotes, que concluiría con el edicto de Fontainebleau. En 1660, su esposa se convierte al catolicismo antes de retirarse a un convento. Sin embargo, su hija es expulsada por pretender mantener sus creencias religiosas. El propio Tallemant abjura en 1684, en un gesto que no fue totalmente desinteresado, ya que sirvió para que obtuviera una pensión de 2.000 libras en un momento en el que había sufrido graves problemas financieros.
- Datos: Q1365526
- Multimedia: Gédéon Tallemant des Réaux / Q1365526